# Naționalism alb
Naționalismul alb este o ideologie care susține o definiție rasială de identitate națională pentru oamenii albi. Naționalismul alb este constituit în jurul unei forme de etnocentrism variind de la o preferință pentru un anumit grup etnic, până la sentimente de superioritate albă și forme organizate de supremație albă. În conformitate cu un punct de vedere, naționalismul alb este un produs de apariție al statului modern centralizat în Occident, la fel ca toate formele de naționalism. Apariția Internetului a oferit o lărgire a publicului naționalist alb.

## Viziuni globale
Naționaliștii albi susțin că fiecare naționalitate simte o dragoste firească pentru propria sa natură. Ei pledează pentru o auto-conservare rasială și susțin că cultura este un produs al rasei. În conformitate cu naționalistul alb Samuel T. Francis, aceasta este „o mișcare care respinge egalitatea ca un ideal și insistă pe o bază durabilă a naturii umane transmise prin ereditate”. Jared Taylor, un alt naționalist alb, susține că opinii rasiale similare au fost conduse de către mulți lideri americani înainte de anii 1950. 
Potrivit lui Samuel P. Huntington, naționaliștii albi susțin că schimbarea demografică din Statele Unite în favoarea non-albilor aduce o nouă cultură, care este din punct de vedere intelectual și moral inferioară. Ei susțin că cu această schimbare demografică vine acțiunea afirmativă: ghetouri, imigranți și scăderea standardelor educaționale. Cei mai multi naționaliști albi americani spun că imigrarea ar trebui să fie limitată la persoanele de origine europeană. 
Naționaliștii albi îmbrățișeze o varietate de convingeri religioase și non-religioase, inclusiv diferite denominații ale creștinătății, în general protestantism, deși unele se suprapun în mod special cu ideologia naționalistă albă (de exemplu, Identitate creștină), neopăgânism germanic (de exemplu, wotanism) și ateism.

## Definiția de „alb”
Mulți naționaliști albi îi definesc pe oamenii albi într-un mod restrâns. În Statele Unite, de multe ori, dar nu exclusiv, implică persoanele de origine europeană, non-ebraică. Unii naționaliști albi în secolul XIX au fost atrași de taxonomia rasială, care nu a ajuns la nici un consens cu privire la categoriile rasiale și nici nu este acceptată de către geneticienii contemporani. Unii naționaliști albi, cum ar fi Jared Taylor, au argumentat că evreii nu pot fi considerați „albi”. Deși mulți naționaliști albi se opun Israelului și Zionismului, mulți dintre ei (cum ar fi William Daniel Johnson) și-au expus sprijinul pentru Israel.
Diferitele teorii rasiale, cum ar fi Nordicismul și Germanismul, definesc diferit grupele etnice albe, ambele excluzând câteva etnii din Europa de Sud și cea de Est, deoarece ar fi „pătat” rasa. Arianismul îi definește pe albi ca fiind indivizii ce provin din Europa, America, Australia, Noua Zeelandă, Africa de Sud, dar și din Asia de Vest care sunt de neam caucazian sau sunt extrem de apropiați de grupele etnice, sau alte combinații ale acestora: Indo-Europeni („rasa ariană”, include Iranienii și Indo–Arienii), Vechii Europeni (de ex: Bascii), sau Hamiți (în timpurile moderne se presupune că se limitează doar la berberi).

## Organizații
- National Alliance[12][13]
- Alianța Naționalistă
- American Front
- Aryan Guard
- Aryan Nations
- Australia First Party
- Australian Protectionist Party
- Canadian Heritage Alliance
- Creativity Alliance
- Creativity Movement
- Council of Conservative Citizens[14][15]
- European-American Unity and Rights Organization
- Frontul național (Regatul Unit)
- Heathen Front
- Mișcarea de rezistență nordică
- National Policy Institute
- National Vanguard[16]
- Partidul Libertății din America
- Partidul Popular Britanic
- Partidul Național Britanic
- Partidul Naționalist Alb
- Partidul Naționalist Canadian
- Partidul Nazist (Germania)
- Patriotic Youth League
- Vigrid
- Volksfront
- White Aryan Resistance

## Personalități
- David Duke
- Eugène Terre'Blanche
- Ian Stuart
- Nick Griffin
- Seppo Lehto